# Grzegorz Lato
Grzegorz Bolesław Lato (ur. 8 kwietnia 1950 w Malborku) – polski piłkarz, olimpijczyk, trener, działacz piłkarski i polityk.
W latach 1971–1984 reprezentant Polski w piłce nożnej, wystąpił w 100 oficjalnych spotkaniach. Członek Klubu Wybitnego Reprezentanta, jako prawy napastnik wybrany do jedenastki stulecia Polskiego Związku Piłki Nożnej. Z reprezentacją Polski trzykrotnie uczestniczył w mistrzostwach świata (1974 – 3. miejsce, król strzelców z 7 golami, 1978, 1982 – 3. miejsce), podczas których zdobył 10 bramek, co jest rekordem w historii występów reprezentacji Polski na mistrzostwach świata. Dwukrotnie wystąpił na igrzyskach olimpijskich (1972 – złoty medal, 1976 – srebrny medal).
Dwukrotny mistrz Polski ze Stalą Mielec, dla której zdobył ponad 100 goli, dwa razy sięgając po koronę króla strzelców I ligi. W 1982 trafił do belgijskiego KSC Lokeren, skąd w 1982 przeniósł się do meksykańskiego Atlante FC. W 1983 zdobył z tym klubem Puchar Mistrzów CONCACAF.
Senator V kadencji (2001–2005). W latach 2008–2012 prezes Polskiego Związku Piłki Nożnej.

## Życiorys

### Młodość
Urodził się 8 kwietnia 1950. W dzieciństwie stracił ojca, a w wieku młodzieńczym matkę. Ukończył szkołę średnią.

### Kariera piłkarska
Grzegorz Lato karierę piłkarską rozpoczął w 1962 w juniorach Stali Mielec. W wieku 17 lat odniósł ciężką kontuzję, po której – jak sam wspominał – powrócił do zdrowia za sprawą lekarza z Bielska o nazwisku Kazimierowicz. W 1969 podpisał profesjonalny kontrakt ze Stalą Mielec. W sezonie II ligi 1969/1970 zadebiutował jesienią 1969 w barwach seniorskiego zespołu. W sumie rozegrał 23 mecze ligowe w II lidze, w których strzelił 6 goli i awansował z zespołem do ekstraklasy (ówczesnej I ligi).
Debiut w najwyższym poziomie ligowym zaliczył 9 sierpnia 1970 w wygranym 5:2 meczu u siebie z Wisłą Kraków, w którym także strzelił swoje dwie pierwsze bramki w ekstraklasie – w 56. minucie na 3:2 oraz w 87. minucie na 5:2. W tym sezonie Stal Mielec stała się jedną z najlepszych drużyn w Polsce. W 1971 klub wygrał swoją grupę B w Pucharze Intertoto, a w sezonie 1972/1973 pod wodzą węgierskiego trenera Károly’ego Konthy po raz pierwszy w historii zdobyła mistrzostwo Polski. Grzegorz Lato z 13 golami został wówczas królem strzelców. Dzięki temu klub zadebiutował w europejskich pucharach w Pucharze Europy.
W sezonie 1973/1974 Stal Mielec rozgrywki ligowe zakończyła na 3. miejscu, a Grzegorz Lato w 1974 został wybrany „Piłkarzem Roku” w plebiscycie katowickiego „Sportu”, a także zajął 6. miejsce w plebiscycie „France Football” na najlepszego piłkarza Europy. W sezonie 1974/1975 klub zajął 2. miejsce, a Grzegorz Lato z 19 golami ponownie został królem strzelców. Po objęciu w 1975 stanowiska trenera przez Edmunda Zientarę klub w sezonie 1975/1976 zdobył mistrzostwo Polski, dotarł do finału Pucharu Polski oraz do ćwierćfinału Pucharu UEFA.
W I rundzie Pucharu Europy 1976/1977 rywalem Stali Mielec był hiszpański Real Madryt, z którym polska drużyna przegrała dwumecz 1:3 (1:2, 0:1). Grzegorz Lato w tym samym sezonie wygrał plebiscyt na najlepszego sportowca w południowo-wschodniej Polsce. W sezonie 1977/1978 jego zespół zdobył Trofeo Colombino, a w rozgrywkach ligowych zajął 8. miejsce. W kolejnym sezonie klub zakończył rozgrywki ligowe na 3. miejscu. Ostatni mecz w ekstraklasie Grzegorz Lato rozegrał 7 czerwca 1980 w bezbramkowo zremisowanym meczu u siebie z Górnikiem Zabrze. Łącznie w najwyższym polskim poziomie ligowym rozegrał 272 mecze, w których strzelił 111 goli.
W 1981 został zawodnikiem belgijskiego klubu Eerste klasse – KSC Lokeren, w którym występował do 1982 (wraz z nim grał tam Włodzimierz Lubański). Wystąpił w nim w 64 meczach ligowych, w których strzelił 12 goli. Potem wyjechał do Meksyku, gdzie podpisał kontrakt z klubem Primera División – Atlante FC, z którym w sezonie 1983 wygrał Puchar Mistrzów CONCACAF. Po sezonie 1983/1984 oraz rozegraniu 45 meczów i strzeleniu 16 goli ligowych zakończył profesjonalną piłkarską karierę. W latach 1984–1991 grał w polonijnym klubie Polonia Hamilton, występującym w amatorskich rozgrywkach prowincji Ontario.

### Kariera reprezentacyjna
Podczas meczu ligowego z Zagłębiem Sosnowiec w 1970 zdobył dwa gole, po czym został powołany przez obserwującego to spotkanie selekcjonera Kazimierza Górskiego do młodzieżowej kadry Polski, z którą wyjechał do Danii.
W reprezentacji Polski w latach 1971–1984 rozegrał 100 meczów oficjalnych oraz 4 mecze nieoficjalne, w których strzelił 45 goli. Oficjalny debiut zaliczył za kadencji selekcjonera Kazimierza Górskiego 17 listopada 1971 w Hamburgu w zremisowanym 0:0 meczu eliminacji mistrzostw Europy 1972 z reprezentacją RFN. W spotkaniu tym w 83. minucie został zmieniony przez Bronisława Bulę. Ostatni mecz w reprezentacji rozegrał 17 kwietnia 1984 na Stadionie Wojska Polskiego w Warszawie w przegranym 0:1 spotkaniu towarzyskim z Belgią. W meczu tym w 85. minucie został zmieniony przez Waldemara Matysika. Tym samym Grzegorz Lato rozegrał swój setny mecz w reprezentacji jako pierwszy polski piłkarz.
W 1972 znalazł się w składzie reprezentacji prowadzonej przez Kazimierza Górskiego na turniej olimpijski w Monachium, na którym Polacy wygrali w finale 2:1 z reprezentacją Węgier, zdobywając złoty medal. Grzegorz a Lato na tym turnieju rozegrał tylko 1 mecz – w pierwszym meczu drugiej grupy drugiej rundy z Danią zmienił w 46. minucie Joachima Marxa.
W 1974 został powołany na mistrzostwa świata w RFN. Polska reprezentacja pod wodzą Kazimierza Górskiego zajęła 3. miejsce po zwycięskiej w 76. minucie bramce Grzegorza Laty w meczu z Brazylią (1:0). Grzegorz Lato był podstawowym zawodnikiem zespołu, z 7 golami został królem strzelców turnieju.
W 1976 wziął udział w turniej olimpijskim w Montrealu. Na zawodach tych również był podstawowym zawodnikiem, zdobył 3 gole, w tym jednego w przegranym 3:1 finale z NRD. Wraz z polską drużyną zdobył srebrny medal. Rezultat ten uznano w kraju za porażkę, w konsekwencji trener Kazimierz Górski podał się następnie do dymisji.
W 1978 został powołany przez Jacka Gmocha na mistrzostwa świata w Argentynie, na których reprezentacja Polski zakończyła zmagania w drugiej rundzie. Grzegorz Lato na tym turnieju wystąpił we wszystkich 6 spotkaniach, strzelając 2 gole: w meczu z Tunezją (1:0) i z Brazylią (1:3).
W 1982 wraz z reprezentacją prowadzoną przez Antoniego Piechniczka pojechał na swoje trzecie mistrzostwa świata, które odbywały się w Hiszpanii. Polska zajęła na tym turnieju 3. miejsce, Grzegorz Lato był podstawowym zawodnikiem drużyny. Zagrał we wszystkich 7 meczach i strzelił 1 bramkę – w ostatnim meczu pierwszej grupy pierwszej rundy z Peru.

### Kariera trenerska
Na przełomie lat 80. i 90. mieszkał z żoną, synem i córką w Toronto. Podczas pobytu w Kanadzie pod koniec lat 80. wspólnie z byłym zawodnikiem Wisły Kraków, Tadeuszem Polakiem, trenował zespół Rackett Toronto.
W 1996 ukończył Szkołę Trenerów Polskiego Związku Piłki Nożnej. Po zakończeniu kariery piłkarskiej rozpoczął działalność trenerską, w której trenował kluby: North York Rockets z Kanady (1988–1990), Stal Mielec (1991–1993), Olimpię Poznań (1993–1995), Amicę Wronki (1995–1996), Stal Mielec (1996–1997), AO Kawala z Grecji (1997) oraz Widzew Łódź (1999).

### Pozostała działalność
Z wykształcenia technik mechanik obróbki skrawaniem, technikum mechaniczne ukończył w 1969.
17 września 1999 uchwałą Polskiego Związku Piłki Nożnej powołano Klub Wybitnego Reprezentanta, którego Grzegorz Lato w związku z największą wówczas liczbą występów w reprezentacji Polski został przewodniczącym. Funkcję tę pełnił do 7 stycznia 2009, zastąpił go wówczas Władysław Żmuda.
W latach 2001–2005 zasiadał w Senacie Rzeczypospolitej Polskiej z ramienia Sojuszu Lewicy Demokratycznej z okręgu rzeszowskiego. Wchodził w skład Komisji Emigracji i Polaków za Granicą oraz w Komisji Nauki, Edukacji i Sportu. W 2005 był członkiem komitetu wyborczego Włodzimierza Cimoszewicza w wyborach prezydenckich. W 2004 bez powodzenia kandydował w wyborach do Parlamentu Europejskiego, a w 2005 i 2007 w wyborach parlamentarnych.
Od 2006 do 2008 był członkiem zarządu klubu piłkarskiego Stal Mielec. 30 października 2008 został wybrany na prezesa PZPN. W tajnym głosowaniu otrzymał 57 głosów, a jego kontrkandydaci Zdzisław Kręcina i Zbigniew Boniek odpowiednio 36 i 19 głosów, 1 głos był nieważny. Bezskutecznie ubiegał się o członkostwo w Komitecie Wykonawczym UEFA. Kadencję prezesa polskiej federacji zakończył 26 października 2012, nie ubiegał się o reelekcję na to stanowisko.

## Występy w reprezentacji

### Statystyki
| Reprezentacja narodowa | Rok     | Występy | Gole |
| ---------------------- | ------- | ------- | ---- |
| Polska                 |         |         |      |
| 1971                   | 2       | 0       |      |
| 1972                   | 1       | 0       |      |
| 1973                   | 6       | 3       |      |
| 1974                   | 14      | 11      |      |
| 1975                   | 10      | 8       |      |
| 1976                   | 10      | 5       |      |
| 1977                   | 12      | 5       |      |
| 1978                   | 13      | 5       |      |
| 1979                   | 10      | 3       |      |
| 1980                   | 11      | 4       |      |
| 1981                   | 3       | 0       |      |
| 1982                   | 7       | 1       |      |
| 1984                   | 1       | 0       |      |
| Łącznie                | Łącznie | 100     | 45   |

### Mecze w reprezentacji
Legenda
T – mecz towarzyski; eIO – eliminacje Igrzysk Olimpijskich; IO – Igrzyska Olimpijskie; eME – eliminacje Mistrzostw Europy; eMŚ – eliminacje Mistrzostw Świata; MŚ – Mistrzostwa Świata; U-21 – mecz przeciwko reprezentacji młodzieżowej
| Mecz     | Data                 | Miejsce             | Gospodarz      | Gość           | Wynik | Klucz | Gole |
| -------- | -------------------- | ------------------- | -------------- | -------------- | ----- | ----- | ---- |
| (nieof.) | 10 listopada 1971    | Gijón               | Hiszpania      | Polska         | 0:2   | eIO   | –    |
| 1        | 17 listopada 1971    | Hamburg             | RFN            | Polska         | 0:0   | eME   | –    |
| 2        | 5 grudnia 1971       | Izmir               | Turcja         | Polska         | 1:0   | eME   | –    |
| (nieof.) | 26 kwietnia 1972     | Szczecin            | Polska         | Hiszpania      | 2:0   | eIO   | –    |
| 3        | 3 września 1972      | Ratyzbona           | Dania          | Polska         | 1:1   | IO    | –    |
| 4        | 20 marca 1973        | Łódź                | Polska         | USA            | 4:0   | T     | –    |
| 5        | 19 sierpnia 1973     | Warna               | Bułgaria       | Polska         | 0:2   | T     | 2    |
| 6        | 12 września 1973     | Chorzów             | Polska         | Walia          | 3:0   | eMŚ   | 1    |
| 7        | 10 października 1973 | Rotterdam           | Holandia       | Polska         | 1:1   | T     | –    |
| 8        | 17 października 1973 | Londyn              | Anglia         | Polska         | 1:1   | eMŚ   | –    |
| 9        | 21 października 1973 | Dublin              | Irlandia       | Polska         | 1:0   | T     | –    |
| 10       | 17 kwietnia 1974     | Liège               | Belgia         | Polska         | 1:1   | T     | –    |
| 11       | 15 maja 1974         | Warszawa            | Polska         | Grecja         | 2:0   | T     | 1    |
| 12       | 15 czerwca 1974      | Stuttgart           | Polska         | Argentyna      | 3:2   | MŚ    | 2    |
| 13       | 19 czerwca 1974      | Monachium           | Polska         | Haiti          | 7:0   | MŚ    | 2    |
| 14       | 23 czerwca 1974      | Stuttgart           | Polska         | Włochy         | 2:1   | MŚ    | –    |
| 15       | 26 czerwca 1974      | Stuttgart           | Polska         | Szwecja        | 1:0   | MŚ    | 1    |
| 16       | 30 czerwca 1974      | Frankfurt nad Menem | Polska         | Jugosławia     | 2:1   | MŚ    | 1    |
| 17       | 3 lipca 1974         | Frankfurt nad Menem | RFN            | Polska         | 1:0   | MŚ    | –    |
| 18       | 6 lipca 1974         | Monachium           | Polska         | Brazylia       | 1:0   | MŚ    | 1    |
| 19       | 1 września 1974      | Helsinki            | Finlandia      | Polska         | 1:2   | eME   | 1    |
| 20       | 4 września 1974      | Warszawa            | Polska         | NRD            | 1:3   | T     | 1    |
| 21       | 7 września 1974      | Wrocław             | Polska         | Francja        | 0:2   | T     | –    |
| 22       | 9 października 1974  | Poznań              | Polska         | Finlandia      | 3:0   | eME   | 1    |
| 23       | 13 listopada 1974    | Praga               | Czechosłowacja | Polska         | 2:2   | T     | –    |
| 24       | 26 marca 1975        | Poznań              | Polska         | USA            | 7:0   | T     | 2    |
| 25       | 19 kwietnia 1975     | Rzym                | Włochy         | Polska         | 0:0   | eME   | –    |
| 26       | 28 maja 1975         | Halle (Saale)       | NRD            | Polska         | 1:2   | T     | 1    |
| 27       | 24 czerwca 1975      | Seattle             | USA            | Polska         | 0:4   | T     | 1    |
| 28       | 6 lipca 1975         | Montreal            | Kanada         | Polska         | 1:8   | T     | 3    |
| 29       | 9 lipca 1975         | Toronto             | Kanada         | Polska         | 1:4   | T     | –    |
| 30       | 10 września 1975     | Chorzów             | Polska         | Holandia       | 4:1   | eME   | 1    |
| 31       | 8 października 1975  | Łódź                | Polska         | Węgry          | 4:2   | T     | –    |
| 32       | 15 października 1975 | Amsterdam           | Holandia       | Polska         | 3:0   | eME   | –    |
| 33       | 26 października 1975 | Warszawa            | Polska         | Włochy         | 0:0   | eME   | –    |
| 34       | 24 marca 1976        | Chorzów             | Polska         | Argentyna      | 1:2   | T     | –    |
| 35       | 24 kwietnia 1976     | Lens                | Francja        | Polska         | 2:0   | T     | –    |
| 36       | 6 maja 1976          | Ateny               | Grecja         | Polska         | 1:0   | T     | –    |
| 37       | 11 maja 1976         | Bazylea             | Szwajcaria     | Polska         | 2:1   | T     | –    |
| 38       | 26 maja 1976         | Poznań              | Polska         | Irlandia       | 0:2   | T     | –    |
| (nieof.) | 30 czerwca 1976      | Chorzów             | Polska         | Brazylia       | 3:0   | U-21  | –    |
| 39       | 18 lipca 1976        | Montreal            | Polska         | Kuba           | 0:0   | IO    | –    |
| 40       | 22 lipca 1976        | Montreal            | Polska         | Iran           | 3:2   | IO    | –    |
| 41       | 25 lipca 1976        | Montreal            | Polska         | Korea Płn.     | 5:0   | IO    | 2    |
| (nieof.) | 27 lipca 1976        | Montreal            | Polska         | Brazylia       | 2:0   | IO    | –    |
| 42       | 31 lipca 1976        | Montreal            | Polska         | NRD            | 1:3   | IO    | 1    |
| 43       | 16 października 1976 | Porto               | Portugalia     | Polska         | 0:2   | eMŚ   | 2    |
| 44       | 13 kwietnia 1977     | Budapeszt           | Węgry          | Polska         | 2:1   | T     | –    |
| 45       | 24 kwietnia 1977     | Dublin              | Irlandia       | Polska         | 0:0   | T     | –    |
| 46       | 1 maja 1977          | Kopenhaga           | Dania          | Polska         | 1:2   | eMŚ   | –    |
| 47       | 15 maja 1977         | Limassol            | Cypr           | Polska         | 1:3   | eMŚ   | 1    |
| 48       | 29 maja 1977         | Buenos Aires        | Argentyna      | Polska         | 3:1   | T     | 1    |
| 49       | 10 czerwca 1977      | Lima                | Peru           | Polska         | 1:3   | T     | –    |
| 50       | 12 czerwca 1977      | La Paz              | Boliwia        | Polska         | 1:2   | T     | 1    |
| 51       | 19 czerwca 1977      | São Paulo           | Brazylia       | Polska         | 3:1   | T     | –    |
| 52       | 24 sierpnia 1977     | Wiedeń              | Austria        | Polska         | 2:1   | T     | –    |
| 53       | 7 września 1977      | Wołgograd           | ZSRR           | Polska         | 4:1   | T     | 1    |
| 54       | 21 września 1977     | Chorzów             | Polska         | Dania          | 4:1   | eMŚ   | 1    |
| 55       | 29 października 1977 | Chorzów             | Polska         | Portugalia     | 1:1   | eMŚ   | –    |
| 56       | 22 marca 1978        | Luksemburg          | Luksemburg     | Polska         | 1:3   | T     | –    |
| 57       | 5 kwietnia 1978      | Poznań              | Polska         | Grecja         | 5:2   | T     | 1    |
| 58       | 12 kwietnia 1978     | Łódź                | Polska         | Irlandia       | 3:0   | T     | –    |
| 59       | 26 kwietnia 1978     | Warszawa            | Polska         | Bułgaria       | 1:0   | T     | 1    |
| 60       | 1 czerwca 1978       | Buenos Aires        | Polska         | RFN            | 0:0   | MŚ    | –    |
| 61       | 6 czerwca 1978       | Rosario             | Polska         | Tunezja        | 1:0   | MŚ    | 1    |
| 62       | 10 czerwca 1978      | Rosario             | Polska         | Meksyk         | 3:1   | MŚ    | –    |
| 63       | 14 czerwca 1978      | Rosario             | Argentyna      | Polska         | 2:0   | MŚ    | –    |
| 64       | 18 czerwca 1978      | Mendoza             | Polska         | Peru           | 1:0   | MŚ    | –    |
| 65       | 21 czerwca 1978      | Mendoza             | Polska         | Brazylia       | 1:3   | MŚ    | 1    |
| 66       | 6 września 1978      | Reykjavík           | Islandia       | Polska         | 0:2   | eME   | 1    |
| 67       | 11 października 1978 | Bukareszt           | Rumunia        | Polska         | 1:0   | T     | –    |
| 68       | 15 sierpnia 1978     | Wrocław             | Polska         | Szwajcaria     | 2:0   | eME   | –    |
| 69       | 18 lutego 1979       | Tunis               | Tunezja        | Polska         | 0:2   | T     | –    |
| 70       | 21 marca 1979        | Algier              | Algieria       | Polska         | 0:1   | T     | 1    |
| 71       | 4 kwietnia 1979      | Chorzów             | Polska         | Węgry          | 1:1   | T     | 1    |
| 72       | 18 kwietnia 1979     | Lipsk               | NRD            | Polska         | 2:1   | eME   | –    |
| 73       | 2 maja 1979          | Chorzów             | Polska         | Holandia       | 2:0   | eME   | –    |
| 74       | 29 sierpnia 1979     | Warszawa            | Polska         | Rumunia        | 3:0   | T     | 1    |
| 75       | 12 września 1979     | Lozanna             | Szwajcaria     | Polska         | 0:2   | eME   | –    |
| 76       | 26 września 1979     | Chorzów             | Polska         | NRD            | 1:1   | eME   | –    |
| 77       | 10 października 1979 | Kraków              | Polska         | Islandia       | 2:0   | eME   | –    |
| 78       | 17 października 1979 | Amsterdam           | Holandia       | Polska         | 1:1   | eME   | –    |
| 79       | 26 marca 1980        | Budapeszt           | Węgry          | Polska         | 2:1   | T     | 1    |
| 80       | 2 kwietnia 1980      | Bruksela            | Belgia         | Polska         | 2:1   | T     | 1    |
| 81       | 19 kwietnia 1980     | Turyn               | Włochy         | Polska         | 2:2   | T     | –    |
| 82       | 26 kwietnia 1980     | Borovo              | Jugosławia     | Polska         | 2:1   | T     | –    |
| 83       | 13 maja 1980         | Frankfurt nad Menem | RFN            | Polska         | 3:1   | T     | –    |
| 84       | 28 maja 1980         | Poznań              | Polska         | Szkocja        | 1:0   | T     | –    |
| 85       | 22 czerwca 1980      | Warszawa            | Polska         | Irak           | 3:0   | T     | 1    |
| 86       | 29 czerwca 1980      | São Paulo           | Brazylia       | Polska         | 1:1   | T     | 1    |
| 87       | 3 lipca 1980         | Santa Cruz          | Boliwia        | Polska         | 0:1   | T     | –    |
| 88       | 10 lipca 1980        | Bogota              | Kolumbia       | Polska         | 1:4   | T     | –    |
| 89       | 24 września 1980     | Chorzów             | Polska         | Czechosłowacja | 1:1   | T     | –    |
| 90       | 2 maja 1981          | Chorzów             | Polska         | NRD            | 1:0   | eMŚ   | –    |
| 91       | 10 października 1981 | Lipsk               | NRD            | Polska         | 2:3   | eMŚ   | –    |
| 92       | 18 listopada 1981    | Łódź                | Polska         | Hiszpania      | 2:3   | T     | –    |
| 93       | 14 czerwca 1982      | Vigo                | Polska         | Włochy         | 0:0   | MŚ    | –    |
| 94       | 19 czerwca 1982      | A Coruña            | Polska         | Kamerun        | 0:0   | MŚ    | –    |
| 95       | 22 czerwca 1982      | A Coruña            | Polska         | Peru           | 5:1   | MŚ    | 1    |
| 96       | 28 czerwca 1982      | Barcelona           | Polska         | Belgia         | 3:0   | MŚ    | –    |
| 97       | 4 lipca 1982         | Barcelona           | Polska         | ZSRR           | 0:0   | MŚ    | –    |
| 98       | 8 lipca 1982         | Barcelona           | Polska         | Włochy         | 0:2   | MŚ    | –    |
| 99       | 10 lipca 1982        | Alicante            | Polska         | Francja        | 3:2   | MŚ    | –    |
| 100      | 17 kwietnia 1984     | Warszawa            | Polska         | Belgia         | 0:1   | T     | –    |

## Sukcesy
Stal Mielec
- Mistrzostwo Polski: 1973, 1976
- Wicemistrzostwo Polski: 1975
- 3. miejsce mistrzostw Polski: 1974, 1979
- Finał Pucharu Polski: 1976
- Ćwierćfinał Pucharu UEFA: 1976
- Wygrana grupa w Pucharze Intertoto: 1971
- Trofeo Colombino: 1978

Atlante FC
- Puchar Mistrzów CONCACAF: 1983

Reprezentacyjne
- 3. miejsce na mistrzostwach świata: 1974, 1982
- Złoty medal letnich igrzysk olimpijskich: 1972
- Srebrny medal letnich igrzysk olimpijskich: 1976

Indywidualne
- Król strzelców I ligi: 1973, 1975
- Król strzelców mistrzostw świata: 1974

Rekordy
- Najskuteczniejszy zawodnik w historii reprezentacji Polski w jednym roku kalendarzowym: 11 goli (1974)[a][15]

## Odznaczenia i wyróżnienia
- Krzyż Oficerski Orderu Odrodzenia Polski (1982)
- Krzyż Kawalerski Orderu Odrodzenia Polski (1974)
- Złoty Krzyż Zasługi (1972)[16]
- Złoty Medal za Wybitne Osiągnięcia Sportowe
- Srebrny Medal za Wybitne Osiągnięcia Sportowe
- Brązowy Medal za Wybitne Osiągnięcia Sportowe
- Odznaka „Zasłużony Mistrz Sportu”
- Wpis do „Księgi zasłużonych dla województwa rzeszowskiego” (1976)[17]
- Złota Odznaka PZPN (1972)[18]
- „Jedenastka 50-lecia PRL”[1]
- 6. miejsce w plebiscycie „France Football” (1974)
- Piłkarz Roku w plebiscycie katowickiego „Sportu” (1974)
- Piłkarz Roku w plebiscycie „Piłki Nożnej” (1977, 1981)
- 1. miejsce w plebiscycie dziennika „Nowiny Rzeszowskie” na najlepszego sportowca Rzeszowszczyzny (trzy razy)[1]
- Tytuł honorowego obywatela Mielca (2019)[19]
- Prawy napastnik w jedenastce stulecia PZPN (2019)[20]

## Filmografia
- 1976: Jeden z dwudziestu dwóch – film dokumentalny
- 2000: Skarb sekretarza – on sam
- 2001: Świat według Kiepskich – on sam
- 2002: Jest sprawa... – on sam[21]